# Herminia tarsicristalis
Herminia tarsicristalis là một loài bướm đêm trong họ Noctuidae.